# スビエタ (ギプスコア県)
スビエタ（Zubieta）は、スペイン・バスク州ギプスコア県の町・地区（バリオ）。サン・セバスティアンとウスルビル2つのムニシピオ（基礎自治体）に二重所属しており、ギプスコア県の北東部に位置する。区域全体がウスルビルの内部に収まっているため、サン・セバスティアンから地続きではない飛び地である。
イリサシ(Irisasi)がこの地区の末端にあり、橋をまたいで区域外と接する。通称「スビエタメンディ」(Zubietamendi)。この区域一帯で標高が最も高く「チャルダチュル」(Txaldatxur)とも呼ばれる。

## 歴史
スビエタの名前はバスク語で「橋のある場所」という意味で、オリア川を橋で渡らないとたどり着けない場所、川が離れた村落を結び付けていたからだと考えられている。とりわけ同じオリア川流域のウスルビルとの関係は、この川なしではありえなかった。
中世後期までのスビエタに何かの権利を持つ住民や共同体があったのかは、判然としない。スビエタメンディに多数の巨石が残存しているが、人間の居住時期を示す手がかりではない。元来、住民が皆無だったと思われるこの区域が初めて文献上に現れたのは1371年で、サン・セバスティアンの教区や封土に連なる集落となったが、1390年までにはウスルビルとも同様に服属関係を結んだ。
1495年には、土地の所有権を持っている人間の情報が文献記録に現れた。公共的な道路が存在し、美しい山々があることも記述されている。大地と家は手入れが行き届いていて、川の土手沿いに住居が並んでいた。だが集落は団結力に欠け、二つの街の政治力に翻弄されて移住する者も多かった。1499年の記録に、スビエタ住民がウスルビルの街と話し合いの場を設けたことが記述されている。16世紀に入って、ウスルビルとサン・セバスティアンの間で政治的に板挟みになっている事が記述された。これは20世紀に再燃する。
1813年、サン・セバスティアン寄りのスビエタ区域に、アイスプルア(Aispurua)という名の専制君主が現れたといわれる。彼は、ナポレオン戦争で英国・ポルトガルなどの軍事的上陸を迎撃して、サン・セバスティアンの街の再建を助けることにした。1813年の8月31日、ウェリントン公率いる英葡連合軍がサン・セバスティアンに猛烈な火を放った。街を破棄するかどうか真剣に話し合われた後、スビエタの支配者と住民は復興に助力することに決めた。これはサン・セバスティアンの近代化に貢献したといわれている。この会議が行われた家は、「壁の会議」という名で記憶されている。
その後また記述は途絶えるが、1857年に次の文献記録が現れた。

## 特色

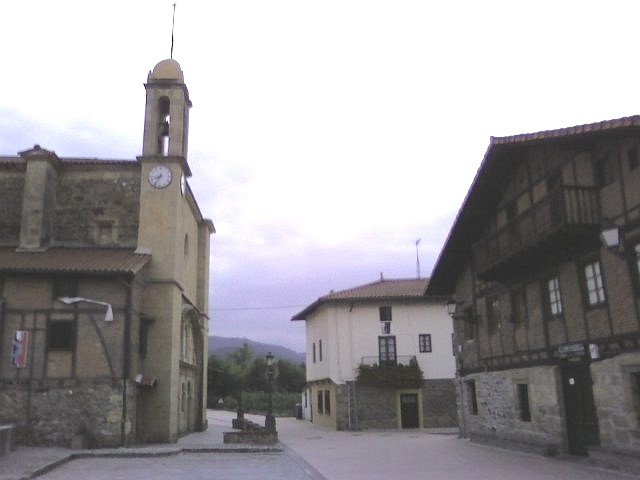
スビエタの教会

今日のスビエタ地区は、はっきりと人口が増加して町らしい雰囲気を持っている。町の教会は2つの門を持ち、1つの門はサン・セバスティアンに戸籍を持つ住民専用。もう1つの門はウスルビルに戸籍を持つ住民専用である。
農場の質は素晴らしく、建築は町を代表するものである。ベリディ・アラマンデギ(Berridi Alamandegi)、アリリ(Aliri)、アイスプラ農場、スアスティ(Zuasti)など。1849年時点ではスビエタの最高の工場と言われていたアイスプラ工場の跡地は、現在では木の生い茂る森と化している。だが、ビリャボナコアレキン(Billabonakoarekin)、オイアルスン(Oiarzun)などの美しい場所も残っている。
夏には、これらの場所に限りバスク・ペロタが行われているのを見ることができる。また、この町はバスク州で数少ない競馬場がある。ラサルテ競馬場は、1916年に最も盛況であった。

## 経済
バスク州の他の小規模な市町村同様に、零細農業を営んでいる。しかしオリア川流域にあって土地は肥沃である。工業・製造業も小規模であり、生産現場は人口がある程度集まっている場所に限られる。第三次産業は最も有望であり、レストランの数が多くサガルド（リンゴ酒）が人気である。これは1990年にできたアバストス市場でも売られており、またサン・セバスティアン産の果物・野菜も店先に並んでいる。他にはスビエタ練習場、サン・セバスティアン市立競馬場、職業訓練学校のために来訪する人々の消費がある。

## 行政機構
専制君主は過去のものとなったが、20世紀に再び独裁者が町長となった。1970年にペダネア(Pedanea)という人物が町長の座に就き、彼の議会は優秀だった。スビエタの自治権も上がって、さらにサン・セバスティアンとウスルビルに町の代表者を派遣するようになった。だが、1975年にフランシスコ・フランコが死亡するとペダネア町長氏はそれ以来、影が薄くなった。その時までスビエタの大半が1人の町長に支配され、議会は彼の道具であった。
スビエタの議会は独裁者無しでも行政機関として、過去にない仕事ぶりをするようになった。だがスビエタの独特な地位は、1990年代に危機に陥った。どこのムニシピオ（基礎自治体）に所属する地区なのか、はっきりしろという圧力にさらされるようになった。ウスルビルもしくはサン・セバスティアンが最有力候補だが、この状況はむしろ住民の自治意識を促して、所属先を選択するための住民集会をすることが期待された。1987年から、二つの自治体はスビエタに接触を続けていた。当初は何の合意も得られなかった。
1992年からは、交渉を通じて現在まで続くある程度の進展が少しずつ出てきた。だがサン・セバスティアン側が提示したプランは、スビエタにとって問題が多かった。いくつかの土地はサン・セバスティアンの官・民が所有権を持っていたが、スビエタ全域がウスルビル内部にすっぽり収まっているため飛び地化してしまうのである。地続きでないことが最大の問題だった、そのため両自治体は係争を始め、地図上の境界線・領域が何度も変わったり戻ったりした。この係争状態はスビエタ住民の生活にも迷惑をかけた。
都市圏に組み込まれていく過程で、帰属先確定のための幾つかの前提条件が提示された。境界線の画定、土地所有権の配分率、これらの条件をはっきりさせる事でスビエタは最終的に行政機構の自治を取り戻した。だが土地の所有権はまだ制限が少しあり、開発計画と互換性があるように決められている。住宅建設計画は、多数の公共サービスの一環として行われており、自治権を維持するため町の計画を実行する義務がある。生活に必要なインフラが不足すれば、住民も計画参加を嫌がるだろう。

## スポーツ
- スビエタ練習場 - リーガ・エスパニョーラのサッカークラブ、レアル・ソシエダの練習施設。通称「スビエタ」。2004年竣工。クラブ所有。
- サン・セバスティアン市立競馬場 - 1916年開場。マドリードのサルスエラ競馬場に次いで国内第2の規模を誇る。

## 同名の自治体・地区
- スビエタ (ナバーラ州) - ナバラ県のムニシピオ（基礎自治体）。2017年の人口は308人。
- スビエタ (ゴルデショラ) -  バスク州ビスカヤ県ゴルデショラの自治体域にある地区。

## 祭礼・伝統行事
- 毎年6月25日がサンティアゴ（聖ヤコブ）の日、7月31日が聖イグナチオ・デ・ロヨラの日のフィエスタ。
- 伝統行事は古流式バスク・ペロタ。フランスに現存するものと似ており、スペインでこの形式のペロタが保存されている場所は他にギプスコア県アマサ＝ビリャボナだけで、非常に珍しいとされる。主催している組織は、Yoko-Garbi。毎年9月に古流式バスク・ペロタの実践的試合・大会を行っており、非常に熱心なファンが多いといわれる。